# Дабе
Дабе (Dabe) — папуасский язык, на котором говорит народ дабе на северном побережье долины реки Тор, в деревне Дабе подрайона Пантаи-Тимур регентства Сарми провинции Западная Новая Гвинея в Индонезии.
Также у дабе есть диалект дабе (мангамбилис).